# Bursomon
Bursomon (ros. Бурсомон) – wieś w Rosji, w Kraju Zabajkalskim, w rejonie krasnoczikojskim. W 2010 liczyła 165 mieszkańców, głównie Buriatów.